# Aleksandr Kérenski
Aleksandr Fiódorovitx Kérenski — Алекса́ндр Фёдорович Ке́ренский (rus) — (Simbirsk, 1881 - Ciutat de Nova York, 1970), advocat de professió, fou un líder revolucionari rus que tingué un paper primordial en el derrocament del règim tsarista de Rússia. Fou el segon primer ministre del govern provisional instaurat després de la Revolució de Febrer de 1917, fou capaç de fer fracassar el cop d'estat de Kornílov, però no pogué evitar la Revolució d'Octubre en la qual Lenin pujà al poder.
Kérenski nasqué el 22 d'abril [2 de maig del calendari gregorià] de 1881 a Simbirsk (avui en dia, Uliànovsk), fill d'un director d'escola. Aquest també fou el lloc de naixement de Lenin; fins i tot el pare de Kérenski, Fiódor, tingué Vladímir Uliànov a la Universitat. Kérenski es graduà en dret per la universitat de Sant Petersburg el 1904. Fou elegit per la quarta Duma el 1912 quan era membre dels Trudoviks (un partit moderat). Experimentat líder parlamentari, fou membre del comitè provisional de la Duma en el partit social-revolucionari i líder de l'oposició al règim de Nicolau II.
Quan la Revolució de Febrer va esclatar el 1917, Kérenski en fou un dels líders més destacats, essent així elegit vicedirector del Soviet de Petrograd. Quan es formà el govern provisional, fou al començament ministre de Justícia; al maig, ministre de la Guerra i, finalment, el juliol de 1917, primer ministre. En aquest moment tingué l'oportunitat de relacionar-se amb el tsar, que ja havia abdicat, i la seva família –que estaven presos a Tsàrskoie Seló– i manifestà un cert afecte per la família reial, fins al punt que realitzà ocultament els seus tràmits d'exiliació, que resultaren negativament. Davant la imminent revolució, envià la família reial a Sibèria per a allunyar-los del perill. El soviet s'assabentà d'aquestes maniobres i vetà a Kérenski de concedir més favors al tsar.
Kérenski decideix el 16 de juny l'Ofensiva Kérenski per atacar l'Imperi Austrohongarès, una aventura que acabarà en un fracàs el 2 de juliol guanyant-se un enfrontament amb el sector conservador de l'Exèrcit, liderat per Lavr Kornílov. Dos dies després, hi haurà protestes i manifestacions en contra del govern a Petrograd i dos dies més tard l'Imperi Austrohongarès i els alemanys, contraataquen Rússia, que estarà en un estat de pànic i saquejarà la ciutat ucraïnesa de Tarnopol i ordena l'arrest de líders bolxevics.
Durant el cop d'Estat de Kornílov a l'agost, Kérenski havia repartit armes entre els treballadors de Petrograd. Després del cop d'estat i la subseqüent dimissió dels ministres del segon govern de coalició, Kérenski es proclamà comandant en cap suprem d'una Rússia esgotada després de tres anys de guerra, amb el poble rus que volia la pau a qualsevol preu. Lenin i el seu partit bolxevic prometien «pau, terra i pa» sota un sistema comunista; així mateix, l'exèrcit es descomponia a causa de les desercions dels soldats d'origen obrer i camperol. Kérenski i altres líders polítics, però, se sentiren obligats a complir els compromisos establerts amb els aliats i continuar la guerra contra Alemanya, suposant també que una retirada de Rússia implicaria una cessió territorial enorme. La seva negativa a retirar Rússia de la guerra fou la seva perdició. El mateix 1 de setembre, Rússia serà declarada una República per Kerenski. Tres dies després, Trotski, en el seu ascens meteòric dins el bloc bolxevic, en temps rècord, és alliberat juntament amb la resta, de la presó, i esdevé cap del Soviet de Petrograd. Finalment, el 25 de setembre es forma un tercer govern de coalició.
A l'octubre, la majoria dels obrers armats passà a la facció bolxevic. Lenin tenia previst derrocar el govern Kérenski abans que pogués legitimar-se després de les eleccions previstes per a l'Assemblea Constituent, i el 25 d'octubre (7 de novembre en el calendari gregorià) els bolxevics prengueren el poder en el que s'anomenaria Revolució d'Octubre assaltant la seu del govern al Palau d'Hivern. Kérenski va escapar dels bolxevics i fugí a Pskov, on reuní tropes lleials per conquerir la capital. Van capturar Tsàrskoie Seló però foren derrotats sense vessament de sang l'endemà a Púlkovo. Kérenski escapà per poc, i durant les setmanes següents visqué ocult fins a fugir del país, arribant a França. Durant la Guerra Civil Russa no donà suport a cap dels dos bàndols: s'oposava tant al règim bolxevic com als generals reaccionaris que pretenien restaurar la monarquia.
Visqué a París fins al 1940. Quan Alemanya derrotà França, escapà als Estats Units on visqué fins a la seva mort. Quan Hitler va envair l'URSS el 1941, Kérenski oferí la seva ajuda a Stalin, però sense rebre'n resposta. Així doncs, va emetre transmissions radiofòniques en rus donant suport a l'esforç bèl·lic. Després de la guerra organitzà un grup anomenat la Unió per a l'Alliberament de Rússia, sense gaire repercussió.
Kérenski s'instal·laria definitivament a Nova York, tot i que dedicaria molt de temps a la Hoover Institution de la Universitat Stanford, Califòrnia, on consultà i amplià el seu arxiu d'història russa i hi impartí classes. Va escriure i emetre per ràdio sobre política i història russa. Les seves principals obres inclouen El preludi al bolxevisme (1919), La catàstrofe (1927), La crucifixió de la llibertat (1934) i Rússia i el punt d'inflexió en la història (1966). Morí a Ciutat de Nova York l'11 de juny de 1970, sent un dels últims protagonistes supervivents dels fets de 1917.
En les pel·lícules pro-soviètiques de l'època apareix retratat com un personatge dèbil, dubitatiu, sense poder ni domini de la situació. Una imatge que, amb el temps, s'ha pogut confirmar. La seva equidistància i tacticisme no varen ajudar a la situació política russa.
L'Església Ortodoxa Russa local de Nova York va refusar enterrar Kérenski, considerant-lo un dels principals responsables de la caiguda de Rússia en mans del comunisme. Una Església Ortodoxa Sèrbia tampoc acceptà. El cos de Kérenski fou traslladat i enterrat a Londres en un cementiri aconfessional.